# Storögd gräsgroda
Storögd gräsgroda (Leptopelis macrotis) är en groda från Västafrika som tillhör släktet Leptopelis och familjen Arthroleptidae.

## Utseende
Den släta ryggsidan är mönstrad med brunaktiga, delvis sammanhängande tvärstreck på en ljusare brun bakgrund. Fötterna är helt simhudsförsedda; huvudet har stora ögon och stora och tydliga trumhinnor. Arten är storvuxen för att vara en gräsgroda, med tydlig könsdimorfism; honan blir mellan 7,4 och 8,4 cm lång, hanen endast 4 till 4,6 cm. Framfötterna har stora fingerdynor.

## Utbredning
Arten finns i Västafrika från centrala Sierra Leone, över Liberia, södra Guinea och Elfenbenskusten till södra Ghana.

## Vanor
Den storögda trädgrodan lever bland trädkronorna i orörda regnskogar, nära vattendrag. Lek och larvutveckling är okända, men man antar att den bygger bon i närheten av vattendragen kring vilka den lever, där de förmodas gräva ner sina ägg i fuktig jord. Lätet består av en kort ton, omkring 0,1 sekunder lång, som ibland kan upprepas. (Egentligen rör det sig om en kombination av flera, ultrakorta toner). Hanarna brukar ropa från trädgrenar på 5 till 10 meters höjd ovan vattendragen. Födan består troligtvis av olika leddjur.

## Status
Grodan är klassificerad som nära hotad ("NT") av IUCN, och beståndet minskar. Främsta orsakerna är skogsavverkning, nyodling och byggnation.